# اتحاد عنابة
الاتحاد الرياضي لمدينة عنابة، هو الفريق الأول لمدينة عنابة الجزائرية، يرمز له بـ USMAn. تأسس سنة 1983 بقرار رئاسي شمل مدن الجزائر العاصمة، وهران، قسنطينة، وعنابة والطارف ويقضي هذا القرار بدمج نوادي الجامعات للمدن المذكورة في القسم الوطني الثاني وكان هذا بداية انطلاق الفريق الذي يعتبر من أكبر الفرق ذات القاعدة الجماهرية في الجزائر رغم حداثة تأسيسه.

## تاريخه
رأى اتحاد عنابة النور في عام 1983 رغم أن الفريق لم يفز بأي لقب حتى الآن لكنه صنع لنفسه اسما في البطولة الجزائرية التي أصبح جزءاً لا يتجزأ منها،
بداية القصة الكاملة لاتحاد مدينة عنابة إنطلقت من تأسيسه كنادي كرة قدم للجامعات مما اتاح له المشاركة في القصم الدرجة الثانية وصنفته ضمن النوادي الفتية التي صنعت الكثير من اللاعبين الذين تركوا بصماتهم في النوادي الذي مروا بها وساهمو في تتويجاتها على غرار عباسي ويشاوي دريس بوعصيدة بن سعيد وأسماء أخرى لا تحصى ولا تعد.

## الأقسام التي لعب لها
- موسم (1983/1984) القسم الثاني
- من 1984 إلى 1993 القسم الأول
- من 1993 إلى 1998 القسم الثاني
- من 1998 إلى 2006 القسم الأول
- موسم (2006/2007) القسم الثاني.

ومن 2007 إلى 2011 قسم الأول قبل أن يسقط إلى الرابطة الوطنية لكرة القدم هواة موسم 2017 / 2018

## أفضل انجازاته
نصف نهائي كأس الجمهورية 3 مرات:
- موسم (1997/1998)،
- موسم (2004/2005)،
- موسم (2008/2009).

المركز الرابع في البطولة الوطنية:
- موسم (1986/1987)،
- موسم (1998/1999).

المشاركات الإقليمية:
- كأس الأندية العربية البطلة (1999/2000)،
- دوري أبطال العرب (2007/2008).

## أنصار الفريق

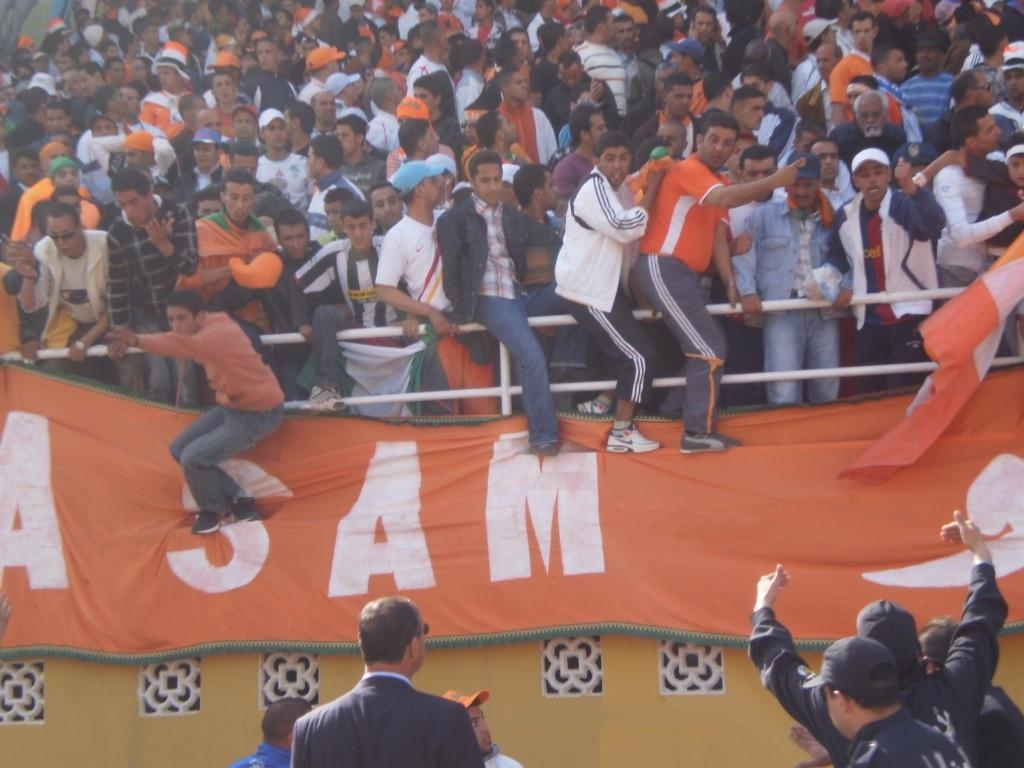
هوليقانز الجزائر

يملك فريق اتحاد مدينة عنابة أنصار من ذهب ويعتبرون من بين أحسن الجماهير على الساحة الوطنية، ويلقبون بهوليقانز الجزائر وأطلقـت عليهم هذه التسمية نسبة للمشجعين الأنجليز لأنهم يشبهونهم في طريقة مناصرتهم لفريقهم اتحاد مدينة عنابة
ويحضرون بمعدل 40 ألف متفرج في المقابلة وفي المقابلات الكبيرة يصل عددهم حتى إلى 65 ألف متفرج حيث يملؤون الملعب عن آخره، ولا يتقبلون الهزيمة خاصةً لو كانت في معقلهم ويتنقلـون مع فريقهم أيمنا حل وأرتحل وبأعداد كبيرة خصوصا عندما يتعلق الأمر بكأس الجمهورية.

## ملعب الفريق

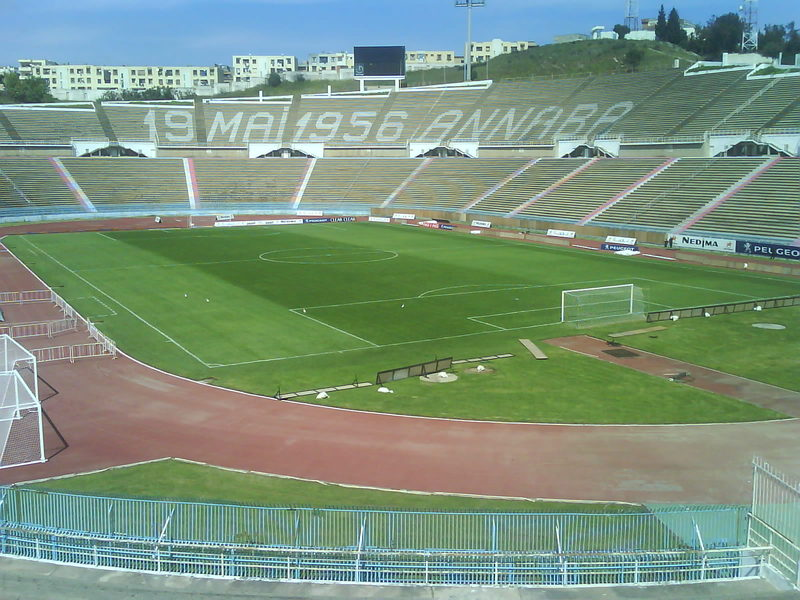
ملعب 19 ماي 1956

يلعب فريق اتحاد عنابة في ملعبه الرئيسي ملعب 19 ماي 1956 وهو ثاني أكبر وأهم ملعب في الجزائر بعد ملعب 5 جويلية 1962 افتتح يوم 10 جويلية 1987 بمناسبة لقاء الجزائر والسودان في إطار تصفيات الألعاب الأولمبية 1988 وانتهى اللقاء بفوز الجزائر بثلاثة أهداف مقابل هدف.
و يتميز الملعب بأرضية عشبية ومدرجات تصل قدرة إستيعابها إلى 55 ألف متفرج بحيث يكتسي الملعب حلة حمراء وبيضاء في كل مباراة يلعبها الفريق العنابي على أرضيته وقد كان الملعب مسرحا لعدة مباريات خاصة بالفريق الوطني أيضا.

## وصلات خارجية
- موقع لمناصري الفريق
- منتدى الفريق العنابي
- موقع البطولة الوطنية الجزائرية لكرة القدم